# Puchar Miast Targowych (1966/1967)
IX Puchar Miast Targowych 1966/1967

(ang. Inter-Cities Fairs Cup)

## 1/32 finału
| Spartak Brno – Dinamo Zagrzeb 2:0 i 0:2 (dog) 1 21.09 1966 1:0 Mesić 10s, 2:0 Bubnik 79 2 05.10 1966 0:1 Zambata 4, 0:2 Jukić 73 awans Dinamo po losowaniu (rzut monetą)                                                                           |
| Frigg Oslo – Dunfermline Athletic 1:3 i 1:3 1 24.08 1966 1:0 Petterssen 1, 1:1 Fleming 46, 1:2 T. Callaghan 36, 1:3 Fleming 50 2 28.09 1966 1:0 Ballgrund 1, 1:1 Delaney 10, 1:2 T. Callaghan 28, 1:3 Delaney 40                                   |
| Dinamo Pitești – Sevilla FC 2:0 i 2:2 1 21.09 1966 1:0 C. Radu 2, 2:0 Nagy 9 2 05.10 1966 0:1 Dieguez 15, 1:1 Prepurgel 65, 2:1 Prepurgel 70, 2:2 Cabral 75                                                                                        |
| Aris FC – Juventus F.C. 0:2 i 0:5 1 11.09 1966 0:1 del Sol 30, 0:2 Menichelli 52 2 21.09 1966 0:1 Menichelli 32, 0:2 Favalli 36, 0:3 De Paoli 65, 0:4 A. Gon 81, 0:5 Favalli 87                                                                    |
| Wiener SC – SSC Napoli 1:2 i 1:3 1 01.09 1966 0:1 Cane 27, 1:1 Knoll 42, 1:2 Orlando 73 2 21.09 1966 0:1 Cane 10, 0:2 Sivon 25, 0:3 Blanchi 26, 1:3 Schmidt 44                                                                                     |
| VfB Stuttgart – Burnley 1:1 i 0:2 1 20.09 1966 0:1 Irvine 17, 1:1 Weiss 62 2 27.09 1966 0:1 Coates 57, 0:2 Lockhead 78 |
| Olimpija Lublana – Ferencvárosi TC 3:3 i 0:3 1 21.09 1966 0:1 Albert 23, 1:1 Franceskin 35, 1:2 Rakosi 66, 1:3 Albert 68, 2:32 Kokot 80, 3:3 Arslanagić 88 2 05.10 1966 0:1 Albert 9, 0:2 Rakosi 10, 0:3 Varga 75                                  |
| OGC Nice – Örgryte IS 2:2 i 1:2 1 21.09 1966 0:1 A. Simonsson 42, 2:0 A. Simonsson 55, 2:1 Santos 67, 2:2 Loubet 80 2 27.09 1966 0:1 A. Simonsson 52, 0:2 Hansson 57, 1:2 Barrionuevo 83                                                           |
| Drumcondra F.C. – Eintracht Frankfurt 0:2 i 0:6 1 21.09 1966 0:1 Lotz 25, 0:2 Lotz 30 2 05.10 1966 0:1 Kraus 5, 0:2 Lotz 14, 0:3 P. McGrath 45s, 0:4 Kraus 56, 0:5 Huberts 60, 0:6 Solz 72                                                         |
| FC Porto – Girondins Bordeaux 2:1 i 1:2 (dog) 1 21.09 1966 1:0 Custudio Pinto 58k, 2:0 Pavão 70, 2:1 Robuschii 82 2 05.10 1966 1:0 Djalma 35, 1:1 Texier 40, 1:2 Couécou 78 awans Bordeaux po losowaniu (rzut monetą)                              |
| Union Luxembourg – Royal Antwerp 0:1 i 0:1 1 21.09 1966 0:1 van Moer 24 2 28.09 1966 0:1 Janssen 29 |
| Djurgårdens IF – Lokomotive Lipsk 1:3 i 1:2 1 24.08 1966 0:1 Frenzel 45, 0:2 Löwe 53, 1:2 Peder Persson 60, 1:3 Berger 63 2 27.09 1966 0:1 Trolitzsch 24, 0:2 Karlsson 68s, 1:2 Wieståhl 69                                                        |
| Göztepe SK – Bologna FC 1:2 i 1:3 1 11.09 1966 0:1 Vastóla 17, 0:2 Nielsen 60, 1:2 Ceyhan 69 2 28.09 1966 0:1 Pace 32, 0:2 Haller 36k, 0:3 Pace 59, 1:3 Gundögon 64                                                                                |
| DOS Utrecht – FC Basel 2:1 i 2:2 1 13.09 1966 0:1 Odermatt 15, 1:1 Stocker 18s, 2:1 Wery 65 2 21.09 1966 0:1 Firgerio 59, 0:2 Firgerio 62, 1:2 Wery 69, 2:2 van der Linden 78                                                                      |
| FK Crvena zvezda – Athletic Bilbao 5:0 i 0:2 1 21.09 1966 1:0 T. Mihajlović 30, 2:0 Dragan Džajić 41, 3:0 Dragan Džajić 58k, 4:0 Ostojić 75, 5:0 Melić 87 2 28.09 1966 0:1 Estefano 53, 0:2 Estefano 88                                            |
| 1. FC Nürnberg – Valencia CF 1:2 i 0:2 1 21.09 1966 1:0 Strehl 17, 1:1 J. Claramunt 24, 1:2 Waldo 41 2 05.10 1966 0:1 Ansola 3, 0:2 Waldo 14k |
| Wolny los: Toulouse FC, Dundee United, FC Barcelona, Vitória Setúbal, Boldklubben 1909, Lausanne Sports, Hvidovre IF, KAA Gent, Kilmarnock F.C., Spartak Płowdiw, SL Benfica, RFC Liège, Sparta Praga, West Bromwich Albion, AFC DWS, Leeds United |

## 1/16 finału
| Dunfermline Athletic – Dinamo Zagrzeb 4:2 i 0:2 1 26.10 1966 1:0 Delaney 7, 1:1 Gucmirtl 11, 1:2 Zambata 55, 2:2 Edward 59k, 3:2 Ferguson 76, 4:2 Ferguson 83 2 02.11 1966 0:1 Zambata 32, 0:2 Zambata 77 Dinamo awansowało dzięki większej liczbie bramek zdobytych na wyjeździe |
| Toulouse FC – Dinamo Pitești 3:0 i 1:5 1 19.10 1966 1:0 Soukhane 32, 2:0 Dorsini 42, 3:0 Dorsini 45 2 26.10 1966 0:1 David 19, 1:1 Wojciak 42, 1:2 Dobrin 51, 1:3 C. Radu 55, 1:4 C. Radu 59, 1:5 Turcan 90                                                                       |
| FC Barcelona – Dundee United 1:2 i 0:2 1 25.10 1966 0:1 Hainey 11, 0:2 Seemann 54k, 1:2 Fuste 82 2 16.11 1966 0:1 Mitchel 18, 0:2 Hainey 49 |
| Juventus F.C. – Vitória Setúbal 3:1 i 2:0 1 09.11 1966 0:1 Carlos Manuel 10, 1:1 Castano 72, 2:1 Favalli 75, 3:1 del Soi 88 2 30.11 1966 1:0 A. Bon 10, 2:0 De Paoli 51 |
| Lausanne Sports – Burnley 1:3 i 0:5 1 19.10 1966 1:0 Armbruster 17, 1:1 Coates 30, 1:2 G. Harris 44, 1:3 Lockhead 88 2 25.10 1966 0:1 Lockhead 26, 0:2 Lockhead 32, 0:3 B. O’Neil 55, 0:4 Irvine 59, 0:5 Lockhead 74                                                              |
| Boldklubben 1909 – SSC Napoli 1:4 i 1:2 1 25.10 1966 0:1 Sivori 9, 0:2 Sivori 20, 1:2 Haastrup 48, 1:3 Altafini 49, 1:4 Cané 52 2 02.11 1966 1:0 Haastrup 8, 1:1 Braca 84, 1:2 Altafini 85                                                                                        |
| Örgryte IS – Ferencvárosi TC 0:0 i 1:7 1 19.10 1966 2 02.11 1966 0:1 Nemeth 2, 0:2 Albert 10, 0:3 Albert 26, 0:4 Albert 49, 0:5 Nemeth 54, 1:5 Magnusson 60, 1:6 Szöke 70, 1:7 Albert 80                                                                                          |
| Eintracht Frankfurt – Hvidovre IF 5:1 i 2:2 1 09.11 1966 0:1 Hansen 8, 1:1 Lotz 16, 2:1 Huberts 65, 3:1 Schämer 73, 4:1 Solz 81, 5:1 Bronnert 86 2 16.11 1966 1:0 Bronnert 12, 1:1 Larssen 18, 1:2 Olsen 33, 2:2 Schämer 50                                                       |
| Royal Antwerp – Kilmarnock F.C. 0:1 i 2:7 1 25.10 1966 0:1 Mclnally 16 2 02.11 1966 0:1 Mclnally 6, 0:2 Queen 17k, 0:3 T. McLean 33k, 0:4 McLean 48, 0:5 Mclnally 49, 0:6 Queen 51k, 0:7 T. Watson 69, 1:7 Beyers 73, 2:7 van de Weide 79                                         |
| KAA Gent – Girondins Bordeaux 1:0 i 0:0 1 19.10 1966 1:0 Lippens 80 2 25.10 1966 |
| Spartak Płowdiw – SL Benfica 1:1 i 0:3 1 25.10 1966 0:1 Eusébio 4, 1:1 Diszkow 30 2 16.11 1966 0:1 Dimow 16s, 0:2 Eusébio 53, 0:3 Torres 56 |
| Lokomotive Lipsk – RFC Liège 0:0 i 2:1 1 12.10 1966 2 01.11 1966 1:0 Löwe 31, 1:1 Genschik 65, 2:1 Löwe 66 |
| Sparta Praga – Bologna FC 2:2 i 1:2 1 26.10 1966 0:1 Turra 3, 1:1 Masek 10, 1:2 Haller 70k, 2:2 Pospichal 81 2 27.11 1966 0:1 Haller 9, 1:1 Jurkanin 21, 1:2 Haller 46 |
| DOS Utrecht – West Bromwich Albion 1:1 i 2:5 1 02.11 1966 0:1 Hope 22, 1:1 van der Linden 83 2 09.11 1966 0:1 Brown 12k, 0:2 Clark 51, 1:2 de Vroet 58, 1:3 Brown 63, 1:4 Kaye 67, 2:4 de Kuyper 72, 2:5 Brown 88                                                                 |
| Valencia CF – FK Crvena zvezda 1:0 i 2:1 1 25.10 1966 1:0 Ansola 67 2 03.11 1966 1:0 Waldo 39, 2:0 Waldo 44, 2:1 Ostojić 68 |
| AFC DWS – Leeds United 1:3 i 1:5 1 18.10 1966 0:1 Bremner 11, 0:2 Johannesson 22, 1:2 Boogaard 48, 1:3 Greenhoff 49 2 26.10 1966 0:1 Johannesson 21, 0:2 Johannesson 24, 0:3 Giles 42k, 0:4 Madeley 61, 0:5 Johannesson 68, 1:5 Geurtsen 75                                       |

## 1/8 finału
| Dinamo Pitești – Dinamo Zagrzeb 0:1 i 0:0 1 19.02 1967 0:1 Zambata 17 2 01.03 1967 |
| Juventus F.C. – Dundee United 3:0 i 0:1 1 08.02 1967 1:0 Cinesinho 27, 2:0 Menichelli 66, 3:0 Cinesinho 67 2 08.03 1967 0:1 Dossing 80                                                   |
| Burnley – SSC Napoli 3:0 i 0:0 1 18.01 1967 1:0 Coates 2, 2:0 Latcham 22, 3:0 Lochhead 51 2 08.02 1967                                                                                   |
| Eintracht Frankfurt – Ferencvárosi TC 4:1 i 1:2 1 21.02 1967 1:0 Lotz 4, 2:0 Abbé 9, 2:1 Albert 45, 3:1 Abbé 68, 4:1 Huberts 86 2 28.02 1967 0:1 Rákosi 5, 1:1 Huberts 10, 1:2 Novák 61k |
| Kilmarnock F.C. – KAA Gent 1:0 i 2:1 (dog) 1 14.12 1966 1:0 Murray 38 2 21.12 1966 0:1 Ghellinck 78, 1:1 Mclnnaly 112, 2:1 T. McLean 114                                                 |
| Lokomotive Lipsk – SL Benfica 3:1 i 1:2 1 21.12 1966 1:0 Jacinto 25s, 1:1 José Augusto 39, 2:1 Frenzel 48, 3:1 Frenzel 52 2 08.03 1967 0:1 Eusébio 67, 1:1 Frenzel 81, 1:2 Eusébio 88    |
| Bologna FC – West Bromwich Albion 3:0 i 3:1 1 01.02 1967 1:0 Turra 36, 2:0 Nielsen 38, 3:0 Halter 78 2 08.03 1967 1:0 Nielsen 38, 2:0 Bulgarelli 43, 2:1 Fairfax 55, 3:1 Nielsen 64      |
| Leeds United – Valencia CF 1:1 i 2:0 1 16.01 1967 1:0 Greenhoff 11, 1:1 J. Claramunt 36 2 08.02 1967 1:0 Giles 7, 2:0 Lorimer 87                                                         |

## 1/4 finału
| Juventus F.C. – Dinamo Zagrzeb 2:2 i 0:3 1 29.03 1967 1:0 Zigom 4, 1:1 Jukić 13, 1:2 Jukić 69, 2:2 Stacchini 77 2 19.04 1967 0:1 Novak 4, 0:2 Mesić 67, 0:3 Belin 73 |
| Eintracht Frankfurt – Burnley 1:1 i 2:1 1 04.04 1967 1:0 Friedrich 34, 1:1 Miller 59 2 18.04 1967 1:0 Lotz 34, 1:1 Miller 58, 2:1 Huberts 71                         |
| Lokomotive Lipsk – Kilmarnock F.C. 1:0 i 0:2 1 19.04 1967 1:0 Berger 3 2 26.04 1967 0:1 McFadzean 9, 0:2 Mcllroy 65                                                  |
| Bologna FC – Leeds United 1:0 i 0:1 (dog) 1 22.03 1967 1:0 Nielsen 63 2 19.04 1967 0:1 Giles 9k awans Leeds United po losowaniu (rzut monetą)                        |

## 1/2 finału
| Eintracht Frankfurt – Dinamo Zagrzeb 3:0 i 0:4 (dog) 1 07.06 1967 1:0 Grabowski 13k, 2:0 Bechtold 15, 3:0 Solz 67 2 14.06 1967 0:1 Zambata 13, 0:2 Novak 15, 0:3 Gucmirtl 87, 0:4 Belin 102k |
| Leeds United – Kilmarnock F.C. 4:2 i 0:0 1 19.05 1967 1:0 Bellit 1, 2:0 Bellit 4, 2:1 McIlroy 21, 3:1 Bellit 31, 3:2 McIlroy 35, 4:2 Giles 38k 2 25.05 1967                                  |

## Finał
| Dinamo Zagrzeb – Leeds United 2:0 i 0:0 |
| 30 sierpnia 1967 Zagrzeb Maksimir (31 800) Dinamo Zagrzeb – Leeds United 2:0 (1:0) Sędzia: Adolfo Bueno Perales (Hiszpania) Bramki: 1:0 Marijan Čerček 39, 2:0 Krasnodar Rora 59 Nogometni Klub Dinamo Zagreb (trener Branislav Zebec): Zlatko Skorić – Branko Gračanin, Marijan Brnčić, Rudolf Belin, Mladen Ramljak, Filip Blašković, Marijan Čerček, Daniel Pirić, Slaven Zambata (kapitan), Josip Gucmirtl, Krasnodar Rora Leeds United Association Football Club (trener Don Revie): Gary Sprake – Paul Reaney, Terry Cooper, Billy Bremner (kapitan), Jackie Charlton, Norman Hunter, Mick Bates, Peter Lorimer, Rod Belfitt, Eddie Gray, Michael O’Grady |
| 6 września 1967 Leeds Elland Road (35 600) Leeds United – Dinamo Zagrzeb 0:0 Sędzia: Antonio Sbardella (Włochy) Leeds United Association Football Club (trener Don Revie): Gary Sprake – Willie Bell, Terry Cooper, Billy Bremner (kapitan), Jackie Charlton, Norman Hunter, Paul Reaney, Rod Belfitt, Jimmy Greenhoff, Johnny Giles, Michael O’Grady Nogometni Klub Dinamo Zagreb (trener Branislav Zebec): Zlatko Skorić – Branko Gračanin, Marijan Brnčić, Rudolf Belin, Mladen Ramljak, Filip Blašković, Marijan Čerček, Daniel Pirić, Slaven Zambata (kapitan), Josip Gucmirtl, Krasnodar Rora                                                             |